# 平井俊彦
平井 俊彦（ひらい としひこ、1925年6月16日 - 2003年6月5日）は、日本の経済学・社会思想史学者。京都大学名誉教授。

## 生涯
神戸市生まれ。1948年京都帝国大学経済学部卒、1951年京都大学大学院経済学研究科修了。1964年「ロックにおける人間と社会」で京大経済学博士。1951年京都大学経済学部講師、1957年助教授、1968年教授。1975年経済学部長。1989年定年退官、名誉教授、名古屋外国語大学教授、副学長、2000-2002年学長を務めた。第11期、第12期日本学術会議会員。2002年勲二等瑞宝章受勲。

## 著書
- 『ロックにおける人間と社会』ミネルヴァ書房 1964
- 『物象化とコミュニケーション』名古屋外国語大学 1993

### 共編
- 『社会思想史』徳永恂共編 有斐閣新書 1978-79
- 『社会思想史を学ぶ人のために』編 世界思想社 1994
- 『再構築する近代 その矛盾と運動』監修 京大社会思想研究会編 全国日本学士会 1998

### 翻訳
- ルカーチ『階級意識論』未来社 社会科学ゼミナール 1955
- G.ルカーチ『若きマルクス』ミネルヴァ書房 社会科学選書 1958
- G.ルカーチ『歴史と階級意識』未来社 1962
- G.ルカーチ『ローザとマルクス主義 歴史と階級意識』ミネルヴァ書房 1965
- イリング・フェッチャー『階級的自覚の論理』人文書院 1971
- G.H.R.パーキンソン編『ルカーチの思想と行動 ルカーチ研究 1』監訳 ミネルヴァ書房 社会科学選書 1971
- カール・コルシュ『マルクス主義と哲学』岡崎幹郎共訳 未来社 1977